# Джонсон, Джонни (офицер ВВС Великобритании)
Джонни Джонсон (англ. Johnny Johnson, 25 ноября 1921, Hameringham, Линкольншир — 7 декабря 2022, Бристоль) — офицер ВВС Великобритании, последний остававшийся в живых участник операции Chastise рейда «Разрушителей дамб» в составе 617-й эскадрильи 17 мая 1943 года.

## Биография
Джордж Джонсон (в семье — Леонард) был шестым и последним ребёнком, родившимся у Мэри Эллен (урождённая Хенфри) и Чарльза Джонсона. Он родился в деревне Хамерингем в районе Ист-Линдси в Линкольншире, Англия. Его мать умерла, когда ему было три года, оставив отца, бригадира фермы, воспитывать семью в довольно бедных условиях. Джонсон вырос, ненавидя своего отца, которого он описал как человека, который подвергал его суровым телесным наказаниям. Когда отец Джонсона умер в 1957 году, он не присутствовал на его похоронах, о решении, по его словам, он никогда не сожалел.
Семья жила в закрытом коттедже в Лэнгфорде, его воспитанием в раннем детстве в значительной степени занималась старшая сестра Лена. Джонсон посещал начальную школу Винторп в деревне Винторп, Ноттингемшир, до 11 лет. По программе стипендий, созданной для детей сельскохозяйственных рабочих, он был отправлен в качестве пансионера в сельскохозяйственный колледж лорда Уондсворта в Лонг-Саттоне, Хэмпшир. Он активно занимался спортом, играл в футбол, крикет и участвовал в легкой атлетике, выиграв несколько соревнований. Он получил школьный аттестат и бросил школу в декабре 1939 года. При жизни он пользовался особой любовью школьного сообщества.
Добровольно вступив в Королевские ВВС в 1940 году в качестве штурмана, Джонсон вместо этого был выбран для обучения пилотов. Однако из-за трудностей с обработкой огромного количества новобранцев в то время его отправили в различные учреждения по всей Англии, и только в июне 1941 года его, наконец, отправили во Флориду, чтобы начать обучение пилотов. Как это принято в британских вооруженных силах, фамилия Джонсона привела к тому, что его прозвали «Джонни».
Джонсон не получил требуемой оценки во время обучения пилотов, и, как следствие, он решил стать воздушным стрелком. В июле 1942 года Джонсон был направлен в 97-ю эскадрилью RAF в RAF Woodhall Spa, где он первоначально был назначен запасным (резервным) стрелком. Однако это дало ему возможность летать с многочисленными экипажами эскадрильи, его первым боевым вылетом стал налет на Гдыню в Польше 27 августа 1942 года, когда он входил в состав экипажа под командованием командира эскадрильи Элмера Коттона. По пути к цели у самолёта отказал двигатель, что вынудило пилота прервать задание и вернуться в Вудхолл-Спа. Следующей ночью экипаж участвовал в успешном рейде на Нюрнберг.
Джонсон продолжал работать в эскадрилье в качестве воздушного стрелка, пока ему не представилась возможность пройти обучение на специалиста по наведению бомб. Проходя курс в RAF Fulbeck в ноябре 1942 года, он вернулся в 97-ю эскадрилью, заняв вакансию бомбардировщика с экипажем Джо Маккарти. Первоначально Джонсон проявлял сдержанность в работе с американским шкипером, однако, встретившись с Маккарти, передумал.
Первый боевой вылет Джонсона в составе экипажа Маккарти произошёл в рамках рейда на Мюнхен 21 декабря 1942 года, проведенного в плохую погоду. Атакованный ночными истребителями на пути к цели и обратно, Avro Lancaster потерял всю мощность на одном двигателе и возникли проблемы с другим, что вынудило Маккарти приземлиться в RAF Bottesford. Вместе с этим экипажем Джонсон провёл ещё 18 вылетов в составе 97-й эскадрильи, доведя его до конца полного боевого командирования, после чего последовал отпуск, после которого он провел шесть месяцев, работая в небоевой учебной роли.
Выбранный в состав 617-й эскадрильи специалистов RAF, Джонсон прибыл в RAF Scampton 27 марта 1943 года. Именно в это время он должен был жениться; однако из-за требований подготовки к операции «Возмездие» все отпуска были отменены. Джонсон обратился к своему новому командиру, командиру звена Гаю Гибсону, который в конце концов уступил, предоставив Джонсону четырёхдневный отпуск.
Экипаж Маккарти в Ланкастере AJ-T (Т-Томми) был назначен для атаки плотины Сорпе, конструкция которой значительно отличалась от других основных целей, поскольку это была земляная плотина, а не гравитационная конструкция плотин Мёне и Эдер. , что требует совершенно другого типа атаки. Как и остальные члены 617-й эскадрильи, Джонсон тренировался сбрасывать бомбу, когда самолёт летел прямо к цели на малой высоте. Однако во второй половине дня перед рейдом, когда пять экипажей, назначенных для атаки на плотину Сорпе, получили брифинг, им сказали, что они должны пролететь вдоль стены плотины и сбросить мину в её центре. Он скатится по стене и взорвется, когда достигнет нужной глубины. Специальный бомбовый прицел, разработанный для рейда, также не принесёт пользы.
Из-за различных потерь и технических проблем на пути к цели AJ-T был первым Ланкастером, достигшим Сорпе, и Маккарти вскоре понял, насколько сложной будет атака. Хотя зенитных батарей не было, для атаки потребуется, чтобы самолёт летел низко над соседним городом Лангшайд с его выдающимся церковным шпилем, а затем самолёт должен был опуститься ещё ниже, чтобы можно было сбросить бомбу. Только после десятой попытки экипаж был удовлетворен, когда Джонсон наконец сбросил бомбу.
За участие в рейде Джонсон получил медаль за выдающиеся заслуги перед полетом. Вместе с другими членами эскадрильи он получил свою медаль в Инвеституре в Букингемском дворце.
После рейда на Дамс Джонсон был введён в строй в ноябре 1943 года. Как член экипажа Маккарти, Джонсон участвовал ещё в 19 миссиях за время своего пребывания в 617-й эскадрилье до апреля 1944 года. К этому времени его жена была беременна, что привело к Маккарти настаивает на том, чтобы Джонсон ушёл в отставку. С неохотой этот запрос был принят, Джонсон был «проверен» (классифицирован как «истекший тур» или, по сути, должен отдохнуть от боевых полетов). Впоследствии он был направлен в тяжелое конверсионное подразделение обратно в RAF Scampton, где он стал инструктором по бомбардировке до конца боевых действий.
В конце войны Джонсон получил квалификацию штурмана, чтобы получить постоянную комиссию. Он присоединился к 100-й эскадрилье RAF, управлявшей Avro Lincoln, а затем перешёл в прибрежное командование RAF, где служил в 120-й эскадрилье RAF, управлявшей Avro Shackleton. Затем последовал тур по Дальнему Востоку, прежде чем он вернулся в Великобританию.
Джонсон получил звание лейтенанта 7 сентября 1948 года. Он продолжал служить в Королевских ВВС до 1962 года, уйдя в отставку в звании командира эскадрильи.
После своей карьеры в Королевских ВВС Джонсон стал учителем. Первоначально он преподавал в начальных школах, а затем стал заниматься обучением взрослых, прежде чем начал некоторое время обучать психиатрических пациентов в больнице Рэмптон.
После выхода на пенсию Джонсон и его жена переехали в Торки, где оба стали активными участниками местной политики. Член Консервативной партии, Джонсон стал членом местного совета, а затем стал председателем партии избирательного округа.
В апреле 1943 года заключил брак с Гвинет Морган, с которой познакомился во время командировки в Торки в 1941 году. В браке родилось трое детей, брак продлился до смерти Гвинет в августе 2005 года.
На короткое время после смерти жены Джонсон решил уйти из общественной жизни. Тем не менее, вместе с Лесом Манро он был в авангарде празднования 70-летия рейдов на плотины в мае 2013 года. особенно в отношении операции «Возмездие». В 2015 году он был награждён медалью лорд-мэра Бристоля.
Автобиография Джонсона «Джордж «Джонни» Джонсон, последний британский дамбастер» была опубликована в 2014 году.
Джонсон был назначен членом Ордена Британской империи (MBE) в честь Дня рождения 2017 года за заслуги перед памятью о Второй мировой войне и сообществом в Бристоле. Награда последовала вскоре после того, как Кэрол Вордерман инициировала неудачную петицию о посвящении Джонсона в рыцари, которая за несколько недель собрала более 200 000 подписей. Петиция с 237 000 подписей была передана на Даунинг-стрит, 10 26 января 2017 года Вордерманом и бывшим офицером Королевских ВВС Джоном Николом.
7 сентября 2017 года Джонсон получил звание почетного доктора Линкольнского университета за свой вклад в британское общество, а два месяца спустя, 7 ноября, королева Елизавета II вручила ему степень MBE на церемонии в Букингемском дворце. 18 [19]
7 ноября 2017 года Джонсон получил пожизненное почетное членство в клубе Королевских ВВС на Пикадилли в Лондоне.
22 июня 2018 года Джонсон был удостоен чести назвать поезд его именем. После смерти своего военного коллеги Фреда Сазерленда 21 января 2019 года Джонсон стал последним выжившим из первых летающих членов 617-й эскадрильи.
25 ноября 2021 года Джонсон отпраздновал свое 100-летие, и это событие широко освещалось региональными и национальными СМИ Великобритании.
Джонсон умер 7 декабря 2022 года в доме престарелых в Вестбери-он-Трим, Бристоль, в возрасте 101 года.